# Tito Oviedo
Tito José Oviedo (Barinas, Estado Barinas, Venezuela; 30 de junio de 1978) es un dirigente estudiantil, político y geólogo venezolano. Fue Diputado Nacional y alcalde del Municipio Caroní, Estado Bolívar al sur de Venezuela.

## Biografía
Tito Oviedo nació en Barinas, estado Barinas el 30 de junio de 1978. Culminado sus estudios de bachillerato se traslada a Ciudad Guayana, en donde reside actualmente. Oviedo está casado con Marianela Marcano con quien tiene 3 hijos.
Cursó estudios de Geología en la Universidad de Oriente (UDO), en donde inicia sus primeros pasos como dirigente estudiantil. Para el 2001 es electo Presidente de la FCU UDO Núcleo Bolívar. Posteriormente, es elegido como representante estudiantil ante el Consejo Universitario de esta casa de estudio. En el 2008 fue designado como Miembro del Consejo Nacional de Universidades (CNU) por la representación estudiantil.
También cursó dos diplomados en Trabajo Social y Gestión Pública de la Universidad de La Habana, en Cuba.

## Política
Inicialmente, militó en el partido Liga Socialista en donde fungió como Coordinador Nacional de la Juventud, hasta su fusión con el Partido Socialista Unido de Venezuela, creado por el fallecido Presidente Hugo Chávez.
Diputado de la Asamblea Nacional para el periodo 2011- 2015 por el PSUV. Durante su permanencia en el Parlamento Nacional ocupó la Presidencia de la Comisión Permanente de Administración y Servicios de la Asamblea Nacional, legislador y co-redactor de la Ley de Arrendamiento Inmobiliario de Viviendas, Ley Contra las Estafas Inmobiliarias, Ley que regula las compras programadas y la Ley de Servicios Postales.
Se desempeñó como delegado al Congreso Extraordinario del PSUV en el año 2009 y en el 2010 como Secretario Ejecutivo de la Vicepresidencia del Partido Socialista Unido de Venezuela (PSUV) para la Región Suroriental, que abarca Bolívar, Amazonas y Delta Amacuro, también fungió como Coordinador Nacional de la Juventud de la Liga Socialista. Desde 2017, es el coordinador municipal del Partido Socialista Unido de Venezuela. 
En 2016 es designado Alcalde encargado y a finales de 2017, con 115.548 votos, representado por el 68.34% (el histórico más alto del municipio) es electo Alcalde del Municipio Caroní del Estado Bolívar. Posteriormente, reelecto en el 2021.